# Безнак
Безнак (фр. Bézenac) је насеље и општина у југозападној Француској у региону Аквитанија, у департману Дордоња која припада префектури Сарла ла Канеда.
По подацима из 2011. године у општини је живело 131 становника, а густина насељености је износила 31,49 становника/km². Општина се простире на површини од 4,16 km². Налази се на средњој надморској висини од 120 метара (максималној 267 m, а минималној 57 m).

## Демографија
| 1962. | 1968. | 1975. | 1982. | 1990. | 1999. | 2011. |
| ----- | ----- | ----- | ----- | ----- | ----- | ----- |
| 166   | 167   | 137   | 169   | 117   | 129   | 131   |

График промене броја становника у току последњих година